# Uborka (bábkabaré)
Az Uborka egy népszerű szórakoztató műsor volt, ami elsősorban politikusokat mutatott be és parodizált, emberméretű gumibábokkal, később a bulvármédiából ismert személyekkel kiegészülve. A szereplőknek népszerű humoristák és színészek adták a hangjukat.

## Története
A műsor 1991 és 2001 között futott a Magyar Televízióban, majd ezt követően 2001. október 5-től 2002. május 3-ig a TV2 műsorán futott Friss Uborka címmel, ezután megszűnt. 2006-ban a TV2 által készített epizódokat az Írisz TV megismételte. (A TV2 féle Uborka egy sokkal bulvár közelibb kiadása volt a műsornak, amelyet a rajongók nem fogadtak jó szívvel.)
A bábokat Tóth Antal (Tónió) karikatúrista tervezte. A bábokat bábszínészek keltették életre, az egyik bábos keze a báb fejét mozgatta, még a másik színész a könyöknél kivágott ruhaujjba bújtatva a két kezet adta.
„Ha most azt kérdezed tőlem, hogy szükség lenne ilyen Uborka típusú műsorra, azt mondanám, soha nem volt rá nagyobb szükség, mint most.” – Bánki Iván

## Hangok
- Angyal János (Surján László / Szabó Iván / Gál Zoltán / Békesi László / Vaclav Havel / Katona Tamás)
- "Ayala" Illés István (Orbán Viktor / Keleti György)
- Bach Szilvia (Petrasovits Anna)
- Balázs Péter (Kuncze Gábor)
- Balázsi Gyula (Giczy György / Pincér)
- Barabás Kiss Zoltán
- Beregi Péter (Kovács László / Járai Zsigmond / Martonyi János)
- Borbás Gabi (Petrasovits Anna)
- Böröczky József (Bill Clinton)
- Csere Ágnes
- Csurka László (Csurka István)
- Czigány Judit (Torgyánné Cseh Mária)
- Dobránszky Zoltán
- Éles István (Torgyán József / Kabos Gyula / Vitray Tamás / Antal Imre / Pozsgay Imre / Columbo / Hofi Géza / Bánffy György / Jávor Pál / Tölgyessy Péter / Kupa Mihály / Győrffy Miklós / Boros Lajos )
- Fekete Zoltán (Jackie Chan)
- Forgács Gábor (Horn Gyula / Knézy Jenő / Medgyessy Péter / Fodor Gábor / Kokó / Für Lajos / Kónya Imre / Demszky Gábor / Baja Ferenc / Király Zoltán / Szájer József / Áder János / Thürmer Gyula / Bill Clinton / Vladimir Meciar)
- Gacsal Ádám (Harry Potter)
- Hacser Józsa (Szőllősy Istvánné)
- Halász László
- Helyey László
- Hernádi Judit (Karády Katalin / önmaga)
- Izsóf Vilmos
- Jakab Csaba
- Kautzky Armand (Tom Cruise)
- Kálloy Molnár Péter (Mr. Bean / Bochkor Gábor / Benny Hill)
- Kerekes József (Pistike)
- Keresztes Ildikó (Madonna)
- Kisfalussy Bálint
- Kránitz Lajos (Jockey Ewing / Bud Spencer)
- Lorán Lenke
- Orbán Sándor (Deutsch Tamás)
- Orosz István
- Papp Ágnes (Liebmann Katalin)
- Pálos Zsuzsa (Dávid Ibolya / Csehák Judit)
- Perlaki István
- Petrik Balázs
- Pille Tamás
- Reviczky Gábor (Arnold Schwarzenegger)
- Rubold Ödön (Pető Iván)
- Selmeczi Roland
- Sörös Sándor (Bruce Willis)
- Surányi Imre
- Szerednyey Béla (Suchmann Tamás)
- Szersén Gyula
- Székhelyi József (Juszt László / Tölgyessy Péter)
- Szuhay Balázs (Antall József / Göncz Árpád / Kovács László / Lezsák Sándor / Ion Iliescu)
- Ujréti László (Terence Hill)
- Varga Ferenc József
- Végh Péter (Clifford "Cliff" Barnes)
- Zakariás Éva (Julia Roberts)
- Zana József
- Zsolnai Júlia (Barsiné Pataky Etelka / Kudlik Júlia)

## Érdekességek
Maga a műsor Salusinszky Miklós ötlete nyomán a brit ITV Spitting Image című műsorán alapul, a műsort nem hivatalosan ,,Hungarian Spitting Image"-nek is hívták.
Csurka István bábfigurájának egy időben Csurka István testvére, Csurka László kölcsönözte a hangját.
A műsor egyes bábfigurái a műsor megszűnése után időnként láthatóak voltak a Szeszélyes évszakok és a Dili buli című műsorban, de korábban (még a műsor megszűnése előtt) a Bruhaha című műsorban is feltűntek néha.

## Külső hivatkozások
- Uborka a PORT.hu-n (magyarul)
- Friss Uborka a PORT.hu-n (magyarul)
- Toniorajziskola.blogspot.hu
- Képek a műsorról
- Musorvizio.blog.hu
- Az Uborka a TV2 képernyőjén
- Részletek egy 1992-es adásból
- A műsor egyes MTV-s epizódjai a YouTube-on